# George Alexander Morrow
George Alexander  Morrow (* 11. August 1877 in Nenagh, County Tipperary; † 15. November 1914 in Ranelagh, Dublin) war ein irischer Cricket- und Badmintonspieler.

## Karriere
George Morrow debütierte im Cricket für die Auswahl Irlands im August 1907 gegen Südafrika. Achtmal stand er insgesamt im Team, das letzte Mal im Juli 1912, erneut gegen Südafrika. Im Badminton repräsentierte er Irland ebenfalls international.